# Il–86
Az Il–86 (oroszul: Ил-86, NATO-kódja: Camber) közepes hatótávolságú szélestörzsű utasszállító repülőgép. Ez volt a Szovjetunió első szélestörzsű, és a világ második négyhajtóműves szélestörzsű utasszállító repülőgépe. Az 1970-es években tervezték az Iljusin tervezőirodában. Sorozatgyártása a Voronyezsi Repülőgépgyárban folyt 1980–1993 között. A tesztelésre szolgáló három prototípuson kívül összesen 103 sorozatgyártású gépet építettek. A típust főképpen az Aeroflot és a szovjet utódállamok légitársaságai használták. A Il–86-os úgy szerzett elismerést, mint egy nagyon biztonságos és megbízható gép.

## Története
Az első két példány egyedi gyártás keretében készült az Iljusin moszkvai kísérleti üzemében. Az egyiket a földi statikai tesztekhez használták, a másikat (CCCP-86000) a repülési tesztekhez. Ez a gép 1976. december 22-én hajtotta végre az első felszállást, majd a következő évben bemutatták a Le Bourget-i légiszalonon. 1978 szeptemberében végeztek a repülési tesztekkel, ezt követően a prototípust átadták az Aeroflotnak.
Az Il–86-os sorozatgyártása 1976 második felében kezdődött el a Voronyezsi Repülőgépgyárban. Az első repülőgép 1979-ben készült el. A sorozatgyártás alatt számos módosítást hajtottak végre a gépen, így 1500 kg-mal csökkent a tömege.
A voronyezsi gyár leterheltsége miatt az Il–86-os gyártásában lengyel cégek is részt vettek. Erről 1977 májusában kötött együttműködési megállapodást Lengyelország és a Szovjetunió. Lengyel részről a fő partner a PZL-Mielec volt, de részt vett az együttműködésben a PZL-Swidnik is. Kezdetben a vezérsíkok, a kormányfelületek, ezek működtető mechanizmusai, valamint a hajtóműgondolák készültek Lengyelországban. A PZL-Mielec 1977 novemberében szállította az első részegységeket. Az Il–86-os sárkányszerkezetében kb. 16%-os volt a lengyel gyártás aránya. A későbbi időszakban tervezték ennek a növelését, a 80-as évek közepére már a sárkányszerkezet felét Lengyelországban készítették volna, beleértve a teljes szárnyat. A politikai és gazdasági változások miatt azonban erre nem került sor.
Napjainkra a típust teljesen kivonták a polgári forgalomból, 2011 elején már csak az Orosz Légierő üzemeltetett négy darabot.
Az CCCP-86000 lajstromjelű, első prototípus az Ukrán Állami Repülési Múzeumban van kiállítva.

## Változatok
- Il–86V – 450 személyes, 3600–4000 km-es hatótávolságú változat. Csak terv szintjén maradt, nem valósult meg.
- Il–80 – légi vezetési pont. Négy darabot építettek.
- Il–86D – a modernizált, továbbfejlesztett változat terve. Ez lett a későbbi Il–96 alapja.

## Lásd még

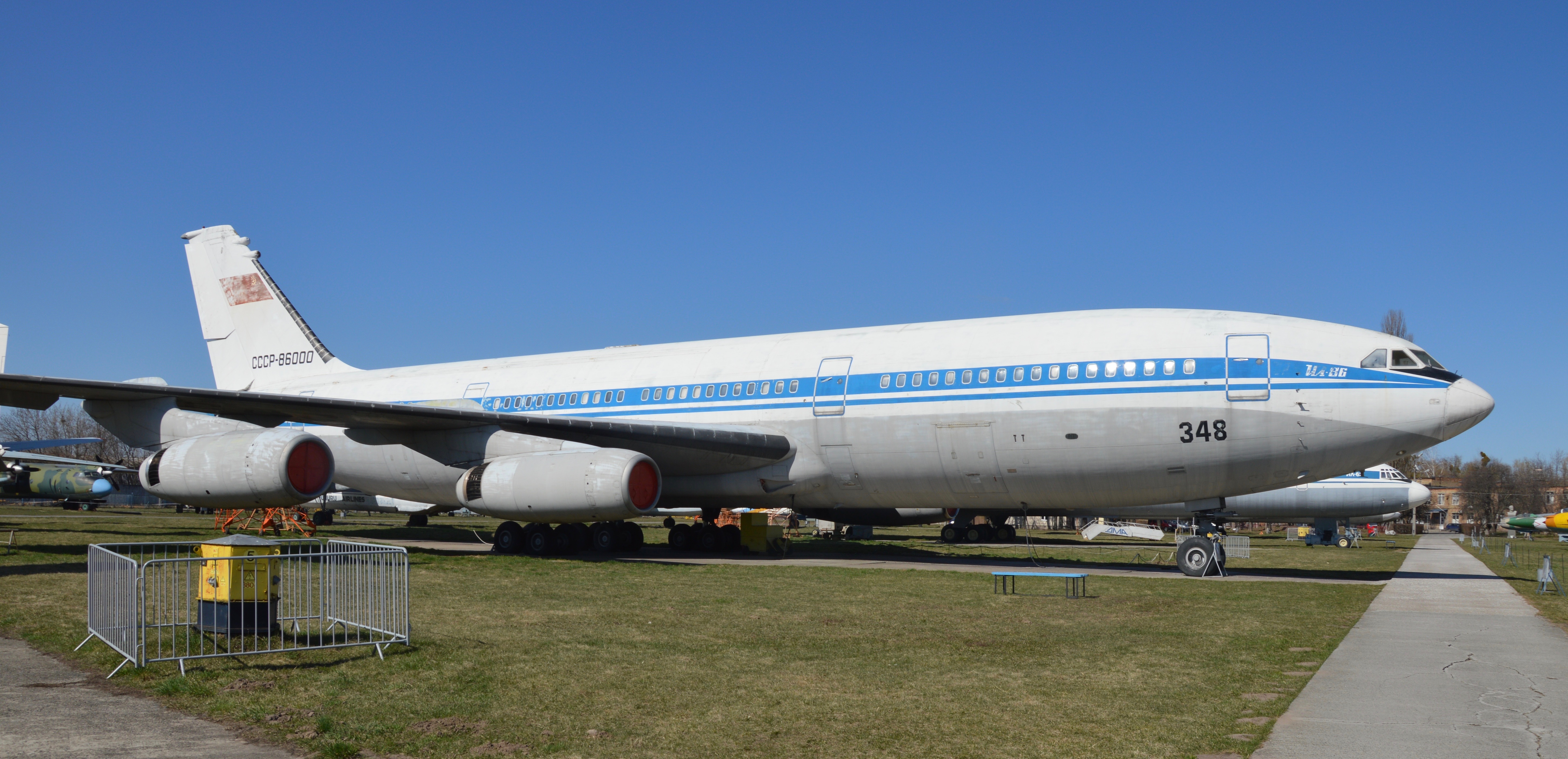
Az Il–86-os első prototípusa az Ukrán Állami Repülési Múzeumban Kijevben

Kapcsolódó fejlesztés
- Il–96

Hasonló repülőgépek
- Airbus A300
- Lockheed L–1011 TriStar
- McDonnell Douglas DC–10